# Anne Fisher
Anne Fisher (ur. przed 9 grudnia 1719 w Lorton, zm. 25 kwietnia 1778 w Newcastle upon Tyne) – angielska anglistka, autorka popularnego podręcznika języka angielskiego "A New Grammar". 

## Życiorys
Była córką Henry'ego Fishera, chłopa z Oldscale (parafia Lorton w Kumbrii). Jej dokładna data urodzenia nie jest znana, ale prawdopodobnie nastąpiło to niedługo przed chrztem, który miał miejsce 9 grudnia 1719. Brak jest również informacji o jej życiu do momentu ślubu z Thomasem Slackiem (1723 - 1784), co nastąpiło 15 grudnia 1751 w parafii Longbenton w Yorkshire. Mimo wyjścia za mąż w publikacjach książkowych używała nazwiska panieńskiego A. Fisher, jako pseudonimu. Chciała w ten sposób najprawdopodobniej uniknąć ujawnienia faktu, że jest kobietą, ponieważ uważano je wówczas za intelektualnie mniej sprawne od mężczyzn.
Była autorką m.in. jednego z najpopularniejszych współczesnych podręczników do języka angielskiego "A New Grammar" z 1745 (pełny tytuł: A practical new grammar, with exercises of bad English, or, An easy guide to speaking and writing the English language properly and correctly: to which is added, a curious and useful appendix. An easy guide to speaking and writing the English language properly and correctly). Był on wznawiany ponad trzydzieści razy od 1750 do 1800 w Londynie, Newcastle, Penrith, Gainsborough, Leeds i Yorku. Splagiatował go John Kirkby jako "The Practice of Speaking and Writing English" (1746) oraz Thomas Spence jako "Grand Repository of the English language" (1775). Praca ta była cenna w kontekście XVIII-wiecznych tekstów szkolnych ze względu na zainteresowanie autorki kwestiami metodologicznymi. Pomimo popularności dzieł Fisher (głównie "A New Grammar") jej znaczenie dla nauki zostało potem zmarginalizowane.
Zmarła na astmę i została pochowana wraz z córkami w rodzinnym grobowcu w kościele św. Jana Chrzciciela w Newcastle upon Tyne (potem dochowano tu jej męża 13 stycznia 1784).

## Rodzina
Miała z mężem dziewięcioro dzieci (same dziewczynki): Mary (1752 - 1825), Ann (1754 - 1784), Jane (1755 - 1776), Elizabeth (1758 - 1789), Sarah (1760 - 1822), Frances (1762 - 1762 - 1765), Hanah (1764 – 1855), Margaret (1766 – 1768) i drugą Margaret (1768, zmarła w niemowlęctwie). Tylko Mary, Ann, Elizabeth, Sarah i Hannah przeżyły matkę.